# Gruppo Sportivo Dogana
Il Gruppo Sportivo Dogana, meglio noto come Dogana, è stata una società polisportiva sammarinese con sede a Dogana, curazia del castello di Serravalle.
La società, era fondata nel 1970, ed aveva un settore calcistico che ha vinto due Coppe Titano: nel 1977 e nel 1979.
La squadra biancorossa ha giocato 16 campionati sammarinesi, di cui 6 in Serie A2, centrando un 4º posto nel 1987 come miglior risultato, con 19 punti in 16 giornate, venendo poi eliminata nella semifinale dei play-off dal Faetano per 2-0. Il Dogana partecipava oltre al campionato nazionale anche alle divisioni inferiori italiane.
Nel 2000 la divisione calcistica del G.S. Dogana si è unita alla Società Sportiva Juvenes dando vita all'attuale A.C. Juvenes/Dogana.

## Palmarès
- Coppa Titano: 2

1977, 1979